# Damieta
Damieta (em árabe: دمياط; romaniz.: Dumyāṭ) é uma cidade do Egito, capital da província de Damieta. Possui 910 quilômetros quadrados e segundo censo de 2018, havia 1 527 189 habitantes.